# Betonsziget (regény)
A Betonsziget (Concrete Island) J. G. Ballard 1974-ben kiadott regénye.

## Tartalom
Lehet e "hajótörést" szenvedni egy nagyvárosban? Robert Maitlandel, a gazdag építésszel megtörténik, amikor egyik este, Nyugat-London egyik autópálya-csomópontjában balesetet szenved: kocsijával a felüljáróról egy autópályák által határolt betonépítményre zuhan. Az építmény jellegtelen, elzárt, és ami rosszabb senki nem vesz róla tudomást, miközben nagy forgalom zajlik körülötte. Ezen a valóságos „betonszigeten” landol Maitland a kocsijával, aki miután szembesül a ténnyel, hogy lehetetlen elhagyni a helyet, mintegy Robinson Crusoe próbál meg túlélni a szigeten azzal, amit a kocsijában és amit a szigeten talál, reménykedve, hogy egyszer mégiscsak észreveszi valaki...

## Feldolgozás
A regényből film is készül, Brad Anderson rendezésében, Christian Bale főszereplésével.